# Пулґоя
Пу́лґоя (ест. Pulgoja küla) — село в Естонії, у волості Гяедемеесте повіту Пярнумаа.

## Населення
Чисельність населення на 31 грудня 2011 року становила 59 осіб.

## Географія
Село межує з північною околицею селища Гяедемеесте, волосного центру.
Через населений пункт проходить автошлях 331 (Раннаметса — Ікла).